# Sukaraja (Kikim Tengah)
Sukaraja is een bestuurslaag in het regentschap Lahat van de provincie Zuid-Sumatra, Indonesië. Sukaraja telt 146 inwoners (volkstelling 2010).